# News.ru
NEWS.ru — российское новостное интернет-издание. Входит в топ-15 самых читаемых в СМИ по данным Liveinternet и в топ-10 самых цитируемых изданий, согласно рейтингу «Медиалогии».
Публикует новости и статьи, видеорепортажи, фотогалереи и инфографику на темы экономики, политики, культуры, спорта, здравоохранения и информационных технологий.
Число подписчиков Telegram-канала NEWS.ru в течение 2022 года достигло 250 тысяч.
Лауреат премии «Редколлегия» (2019) и лауреат «Премии Рунета» (2020).

## История
Основано 1 сентября 2017 года. Владелец компании — АНО "Информационно-аналитический центр «МедиаНьюс».
В 2019 году произошёл первый крупный ребрендинг портала. В 2022 году дизайн сайта был обновлен.

## Редакция
Главные редакторы
- Рафаэль Гусейнов (2017—2018)
- Ольга Захарова (2018)
- Мусейб Алекперов (2019—2021)
- Игорь Процков (2021)
- Игорь Самусевич (2021—2023)
- Ольга Сабурова (2023 — по наст. время)

Штат редакции составляет около 90 человек.

## Награды
- Дипломант всероссийского форума деловых СМИ "За вклад в развитие деловой журналистики" - 2024
- Премия Рунета — 2020[2]
- Премия «Лучшие социальные проекты России» в категории «Социально ответственные СМИ» — 2020[3]
- Премия «Редколлегия» в апреле 2019 года за статью Сергея Вилкова «Управление Генштаба по делам нечистой силы. Минобороны 15 лет тратило миллионы долларов на экстрасенсов»[4].
- Первое место на Всероссийской премии «Будем жить!» Ассоциации онкологических пациентов «Здравствуй!» в феврале 2023 года[5]